# Glyphoderus monticola
Glyphoderus monticola är en skalbaggsart som beskrevs av Hermann Burmeister 1861. Glyphoderus monticola ingår i släktet Glyphoderus och familjen bladhorningar. Inga underarter finns listade i Catalogue of Life.